# Bäck-Schwarz

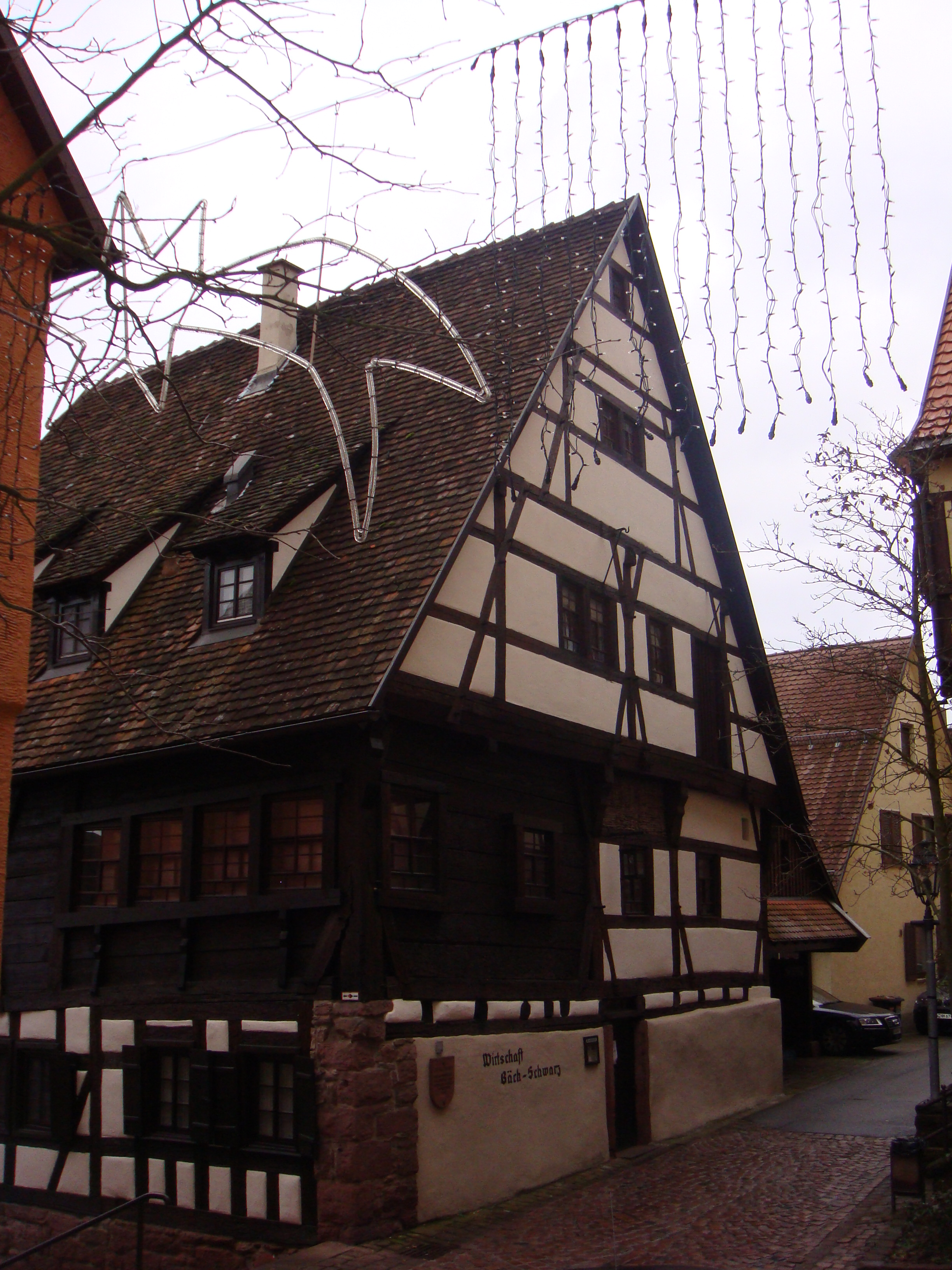
Wirtschaft Bäck-Schwarz, Paulusstraße 19

Der Bäck-Schwarz ist ein historisches, denkmalgeschütztes Gasthaus in der schwäbischen Stadt Altensteig im Landkreis Calw. Es steht im Südwesten der historischen Oberstadt in der Paulusstraße (Nr. 19).
Das Gebäude wurde 1459 erbaut und gehört zu den ältesten in Betrieb befindlichen Gasthäusern Deutschlands und zu den ältesten Gebäuden der Stadt.
Der Name geht auf einen früheren Besitzer zurück, den Bäcker Jakob Schwarz, der in dem Haus im 19. Jahrhundert lebte und arbeitete.
Das Haus ist ein giebelständiger, zweigeschossiger Fachwerkbau mit sichtbaren Bohlenständerwänden, die dendrochronologisch auf 1459 datiert wurden, mit einem Satteldach mit Schleppgauben. Durch die Hanglage ist es zur Paulusstraße eingeschossig, auf der Rückseite zweigeschossig. Talseitig war das Gebäude Bestandteil der früheren Stadtbefestigung und weist einen entsprechend massiv gemauerten Sockel auf. Das ehemalige Untere Tor lag unmittelbar angrenzend.